# 道の駅こさか七滝
道の駅こさか七滝（みちのえき こさかななたき）は、秋田県鹿角郡小坂町にある秋田県道2号大館十和田湖線の道の駅である。

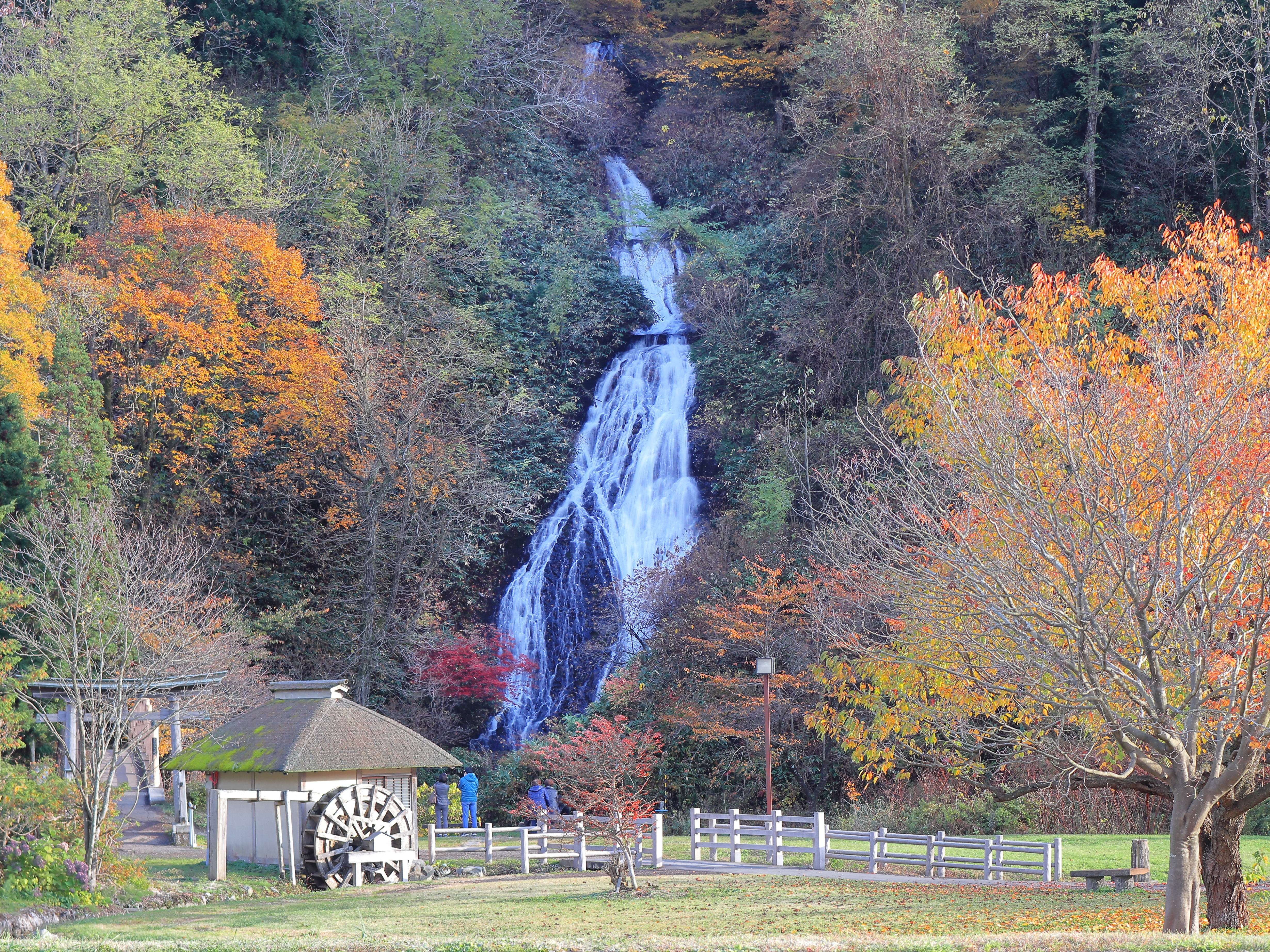
七滝

## 概要
秋田県道2号大館十和田湖線は東北自動車道から十和田湖へ向かう最短ルートで、当駅は東北自動車道小坂ICから約8km、十和田湖（発荷峠）まで約12kmと小坂 - 十和田湖間の中間点の山間部に位置する。施設は『滝の茶屋 孫左衞門』がすでに存在していたが、その『滝の茶屋 孫左衞門』を核として2010年に開駅した。
県道2号をはさんで緑地公園が整備され、日本の滝百選に選ばれた七滝と水車小屋などがある。

## 施設
- 駐車場
  - 普通：33台
  - 大型：4台
  - 身障者用：2台
- トイレ
  - 男：
  - 女：
  - 身障者用：1器
- 電話：1台
- レストラン『滝の茶屋 孫左衞門』（営業時間 9:00 - 18:00）
- 情報コーナー（24時間）
- ハートランドマーケット（営業時間 9:00 - 18:00）
- 緑地公園
  - 芝生公園
  - 水車小屋
- その他
  - 桃豚加工直売所「まんまランド」
  - エコサカ倶楽部

## 休館日
年中無休（直売所、レストランは11月8日 - 4月中旬の間休業）

## アクセス
- 東北自動車道小坂インターチェンジから秋田県道2号大館十和田湖線（樹海ライン）を十和田湖方面に約8 km。

## 周辺
- 七滝（日本の滝百選）[1]
- 小坂町体験農園
- フィッシングガーデン七滝